# 소양

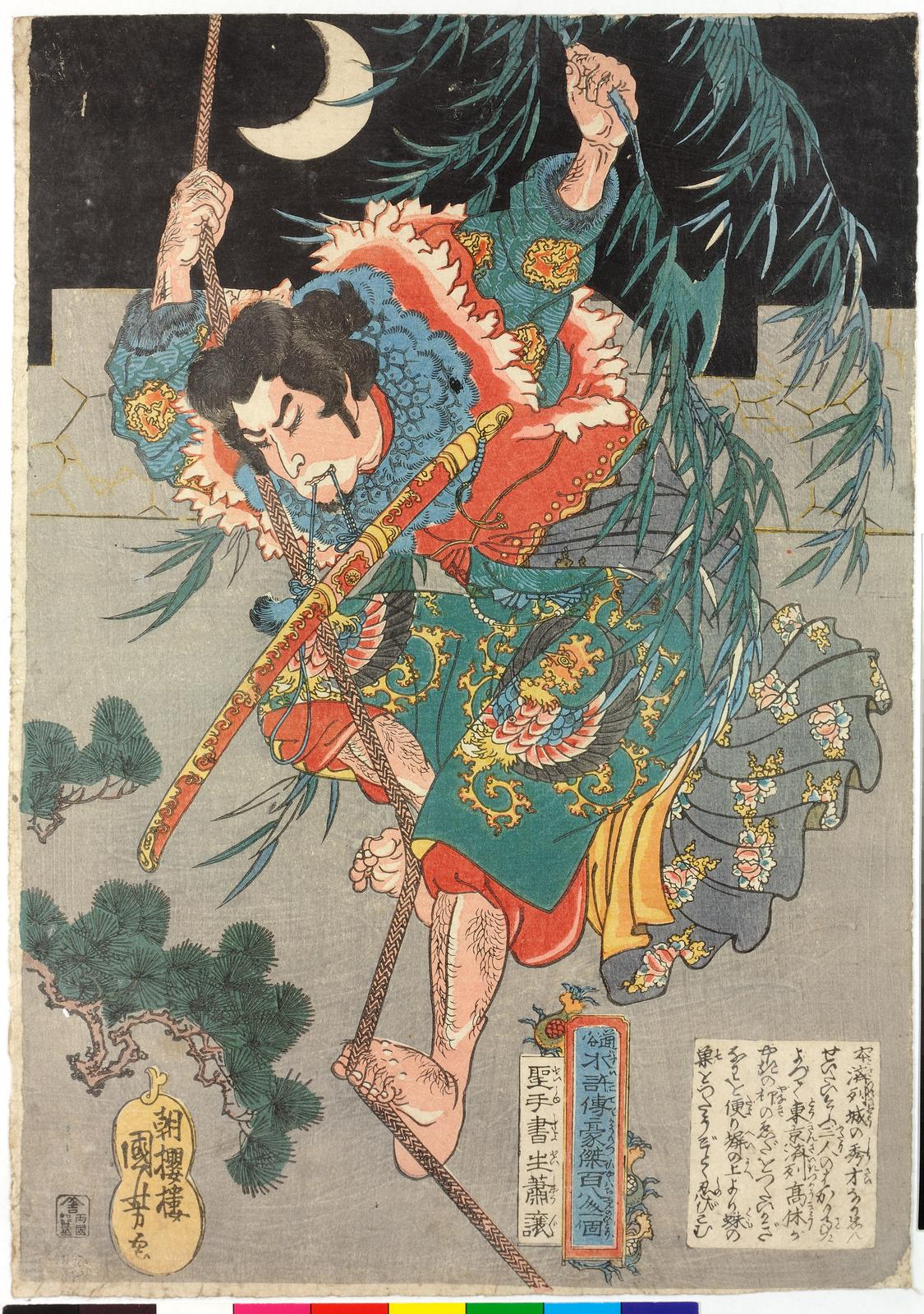
소양

소양(蕭樣)은 중국의 사대기서(四大奇書) 중 하나인 《수호전》(水滸傳)에 등장하는 인물로, 108성 중 46위이자 지살성(地煞星)의 지문성(地文星)에 해당한다. 달필가이며, 다른 서예가(書藝家)들의 서체(書體)를 모방하는 일에 능숙하다 하여  성수서생(聖手書生)이라는 별호로 불린다. 병법에 뛰어나 전장에서 많이 활약하였으며, 창술 및 봉술 등에도 소질을 보였다.

## 생애
제주(濟州) 출신으로 본래 서예(書藝)를 가르치거나 비문(碑文) 및 묘비명(墓碑銘)의 문구를 제작하는 일을 하며 생계를 유지하고 있었으며, 주변 사람들에게 천재적인 재능을 가진 것으로 인정받았다. 어느 날 조각가(彫刻家)인 김대견(金大堅)과 함께 세상에 평판이 자자한 태산(泰山)에 거주하는 한 도사(道士)에게 비석(碑石)과 비문을 제작해달라는 의뢰를 받았으며, 의뢰를 수행하러 태산으로 가던 도중 김대견과 함께 양산박(梁山泊) 산적들에게 납치당했다. 이후 소양과 김대견은 자신들에게 의뢰를 한 태산의 도사의 정체가 강주(江州)의 옥리(獄吏)인 대종(戴宗)이라는 사실을 알았으며, 대종의 친한 친구인 오용(吳用)이 강주에 유배된 뒤 처형될 위기에 처한 송강(宋江)을 동경(東京)으로 호송하라는 내용의 가짜 편지를 써 송강을 호송하는 부대가 양산박 근처에 오면 송강을 구하자는 계획을 실천하기 위해 소양과 김대견을 납치했다는 것을 깨달았다. 그 뒤 양산박 산적들이 소양과 김대견의 가족을 양산박으로 데려왔으며, 결국 소양과 김대견은 어쩔 수 없이 양산박의 일원이 되었다.
이후 비록 가짜 편지는 완벽하게 만들어졌으나 인감(印鑑)을 선택하는 과정에서 오용이 실수를 범해 편지가 가짜인 것이 들통났으며, 대종 또한 체포되어 처형될 위기에 처하자 결국 양산박 산적들이 유배지로 가 송강과 대종을 구출했다. 그 뒤에는 공문서(公文書) · 편지 · 장부(帳簿) 등의 제작 및 관리를 담당했다.
108성 집결 이후 송강의 두령 취임식 행사 당시 발견된 고대 문자로 108성의 이름이 적힌 비문을 세세한 부분까지 모사(模寫)했으며, 양산박이 조정에 귀순하는 방향으로 분위기가 형성되자 조정에서 황제(皇帝)의 초안(招安)을 갖고 온 사자(使者)의 접대 및 조정으로 가는 사자 역할을 맡았다. 이후 고구(高俅)의 집에 감금되기도 하였으나, 양산박이 조정에 귀순하는 데 크게 기여하였다. 그 뒤에도 요나라(遼)와의 전투에서 승리한 것을 기념하여 제작된 비석의 비문을 작성하거나,  전호(田虎)와의 전투에서 개주(蓋州)에 폭설이 내리자 눈에 대한 지식을 문서로 작성하는 등 소양의 활약은 계속되었다. 이후 왕경(王慶)과의 전투에서 공성지계(空城之計)를 선보이며 소수의 병사로 완주(宛州)를 사수했으며, 김대견과 배선(裴宣)과 함께 왕경의 포로가 되었을 때에는 항복을 권유하며 고문을 가해오는 적에게 저항하며 버텼다. 왕경군을 평정한 뒤에는 동경 개봉부로 개선했으며, 이후 달필가인 채경(蔡京)의 눈에 들어 채경의 서기(書記)로 천거되었다. 비록 채경이 간신이었지만 재상(宰相)이었기에 송강은 어쩔 수 없이 소양을 조정으로 보냈으며, 그 뒤 소양은 채경의 자제들을 교육하는 역할을 담당했다.